# Kentrocapros aculeatus
Kentrocapros aculeatus är en fiskart som först beskrevs av Houttuyn 1782.  Kentrocapros aculeatus ingår i släktet Kentrocapros och familjen Aracanidae. Inga underarter finns listade i Catalogue of Life.